# 簡佩玲
簡佩玲（1969年—）生於台灣桃園縣（今桃園市），外號「貓夫人」、「貓博士夫人」，是以貓為攝影主題聞名的台灣女性攝影師。

## 經歷
簡佩玲畢業於實踐家政專科學校（今實踐大學）家政科。原為教鋼琴的音樂老師。曾因要照顧剛出生幼兒，將陪嫁的3隻貓送到丈夫的診所照顧，後來有朋友看到喜歡就送給朋友照顧。2007年時為了幫丈夫動物醫院網站取材，前往新北市瑞芳區光復里（侯硐車站附近）拍攝當地的百餘隻流浪貓，號召愛貓人士到當地當志工整理環境和協助街貓醫療環境和數量問題，並呼籲不要任意棄貓，後因媒體報道開始吸引許多愛貓人士前往當地賞貓，加上新北市農業局動物檢疫防疫處與觀光局協助下，猴硐貓村現為新興觀光景點。該處近年貓的數量近百隻；但流浪貓數量暴增也惹了許多爭議與問題，包括因地點名聲帶來的棄貓問題，2012年夏天曾爆發貓瘟傳染集體死亡。
此外，新北市三重區的義天宮有許多流浪貓居住。簡佩玲徵求廟方同意後製作「貓御守」當作個人新書贈品。

## 著作
- 《石頭貓幸福物語》 李鴻祥 簡佩玲 蘇毓郁箸，麥浩斯出版，2005年11月21日 ISBN 9867869818
- 《DSLR愛女生》     GSMBOY、李雪莉、 貓夫人、佶子熊 貓頭鷹出版 2010年10月10日 ISBN 978-986-1202-55-6
- 《猴硐 貓城物語》，貓夫人著，貓頭鷹出版社，2010年7月 ISBN 978-986-12-0182-5
- 《台灣這裡有貓》，貓夫人著，腳ㄚ文化出版社，2011年5月 ISBN 978-986-7637-67-3
- 《台灣這裡貓當家》，貓夫人著，木馬文化出版社，2011年11月 ISBN 978-986-6200-16-8
- 《貓散步 Cat Walk》，貓夫人著，凱特文化，2013年1月23日 ISBN 978-986-5882-06-8
- 《貓在江湖》，貓夫人著，悅知文化，2014年10月20日 ISBN 9789865740665
- 《在路上遇见你》，貓夫人著，测绘出版社，2015年10月30日ISBN 9787503037481
- 《店主は、猫 台湾の看板》猫夫人 (著), 天野 健太郎 (翻訳), 小栗山 智 (翻訳)出版社: WAVE出版，2016/3/5 ISBN 978-4872907933
- 《猫楽園 単行本（ソフトカバー）》 猫夫人 (著, 写真), 天野健太郎 (翻訳)，2013/6/15 ISBN 978-4781610085

## 獲得獎項及榮譽
- 2009年獲得日本田代島攝影比賽金貓賞。（此攝影比賽是該地每年舉辦、供遊客參加的攝影比賽）
- 2014年3月24日成為第一位榮登Yahoo美國首頁的台灣攝影家[9]。

## 家庭
簡佩玲已婚，丈夫林政毅是台北市中山動物醫院院長，外號「貓博士」；兩人育有一子一女。現居於新北市三重區。

## 外部連結
- 簡佩玲Blog （页面存档备份，存于）
- 貓夫人Facebook （页面存档备份，存于）
- Yahoo!奇摩青年微革命- 1個主婦改變整個小鎮命運，簡佩玲 （页面存档备份，存于）
- 平凡貓夫人 帶給沒落小鎮生命力 （页面存档备份，存于）